# Randers Regnskov
Randers Regnskov is een dierentuin in de Deense stad Randers, aan de rand van de Gudenå. De dierentuin is ongeveer 3 600 m² groot en bestaat voor een groot deel uit drie tropische kassen. De dierentuin opende zijn deuren in 1996 met twee van de koepels. De Zuid-Amerika koepel werd later pas gebouwd en in 2003 geopend. In 2005 werd het zoetwateraquarium geopend.

## Algemeen
De dierentuin bestaat uit drie koepels, een zoetwateraquarium van 260 m² groot en een slangenhal van 130 m². De drie koepels fungeren als tropische kassen met elk hun eigen thema. De Zuid-Amerika koepel is ongeveer 2 000 m² groot met een hoogte van 25 m, de Afrika koepel ongeveer 500 m² met een hoogte van 12 m en de Azië koepel is ongeveer 700 m² groot met een hoogte van 14 m. De koepels zijn zodanig ingericht om de tropische regenwouden te illustreren van het gebied waar ze voor staan. Buiten de koepels bevinden zich ook nog enkele verblijven van onder andere jaguars.
Aan de andere kant van de Gudenå beheert Randers Regnskov nog een 118 ha. groot natuurgebied, waar het vooral oude Deense veerassen laat grazen.

## Dieren
Dit overzicht is mogelijk incompleet; u kunt helpen door het uit te breiden.
In de dierentuin leven vooral diersoorten die voorkomen in de regenwouden, met enkele uitzonderingen. Hieronder een overzicht van de enkele diersoorten die er leven in het park.

### Reptielen
- Cuviers gladvoorhoofdkaaiman
- Diamantratelslang
- Groene boompython
- Komodovaraan

### Vogels
- Blauwgele ara
- Lori van de Blauwe Bergen

### Zoogdieren
- Aardvarken
- Dwergmangoest
- Jaguar
- Kleinklauwotter
- Oostelijke franjeaap
- Vari
- Witgezichtsaki
- Zeekoe

## Fokprogramma's
Het park neemt deel aan meerdere internationale fokprogramma's en coördineert en beheert het EEP-stamboek voor de jaguar.